# 岩手開発鉄道DD56形ディーゼル機関車

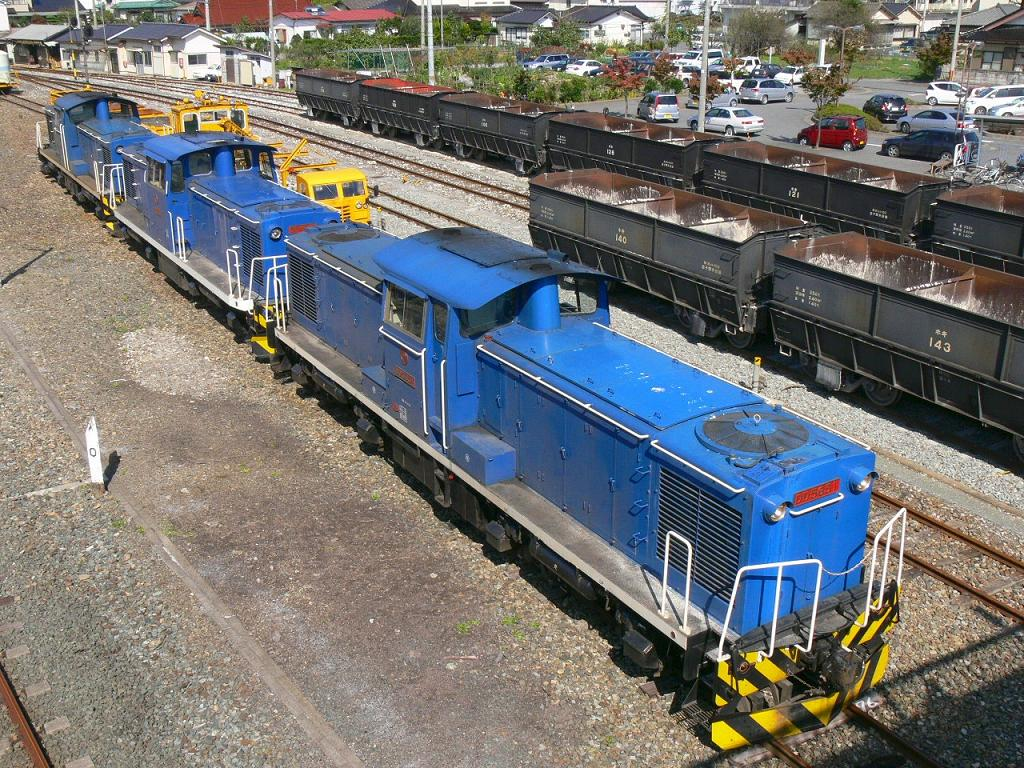
DD56形51・01・53号機 盛駅にて

岩手開発鉄道DD56形ディーゼル機関車（いわてかいはつてつどうDD56がたディーゼルきかんしゃ）は、岩手開発鉄道で運用されているディーゼル機関車である。
4両（DD5601・DD5651・DD5653・DD5602）が在籍する。
DD56形の56は自重56tの意味である。DD5651 - DD5653の3両は、当初自重53tであったためDD53形であったが、機関の換装により56t級になったため、DD56形に編入されている。
国鉄DD13形と同系列の機関車であるが、詳細が異なる。

## DD56形（DD5601）
石灰石輸送の主力機であり、2018年現在、岩手開発鉄道で最も新しい機関車である。岩手開発鉄道自社発注の56tセンターキャブ式のディーゼル機関車で1977年新潟鐵工所製。機関はDMF31SBI（600ps/1500rpm）を2基搭載する。

### 主要諸元
- 全長：14,050mm
- 全幅：2,850mm
- 全高：4,059mm
- 自重：56.0t
- 機関：DMF31SBI（600ps/1500rpm）2基
- 軸配置：B-B

## DD56形（DD5651 - DD5653）
元々は岩手開発鉄道が自社発注した53tセンターキャブ式のディーゼル機関車DD53形である。1968年に1号機が新潟鐵工所で製造され、その後1969年と1973年に1両ずつが増備された。
新造時の機関はDMF31SB（500ps/1500rpm）を2基装備していた。貨物量増加に伴い貨車牽引両数の増加が計画されたことにより、1979年から1975年にかけて機関DMF31SDI（600ps/1500rpm）2基に換装。自重が56tとなったためにDD56形に編入された。そのさい、DD56形（DD5601）と区別するために50番台の番号が与えられた。
1993年から直噴式機関への換装が実施されている。
DD5652は2023年2月に運用を終えた。

### 主要諸元
- 全長：14,050mm
- 全幅：2,724mm
- 全高：4,059mm
- 自重：56.0t
- 機関：DMF31SBI（600ps/1500rpm）2基
- 軸配置：B-B

## DD56形（DD5602）
従来車の老朽化が進み部品調達が困難となったため、46年ぶりの新機関車として導入された。岩手開発鉄道自社発注の56tセンターキャブ式のディーゼル機関車で2023年に製造。主要機器類は従来車とさほど相違点がないが、前照灯・標識灯の位置関係が変更され、前面の印象が異なる。